# Yiannis Savvidakis
Yiannis Savvidakis (en griego: Γιάννης Σαββιδάκης, nacido el 1 de abril de 1963 en Zografou, Atenas) es un cantante, compositor y actor griego.

## Biografía
Nació el 1 de abril de 1963 en el suburbio de Zografou, Atenas, Grecia. Su padre era un empleado municipal y su madre profesora. Demostró interés por la música desde temprana edad. A los 12 años, comenzó a tomar lecciones de guitarra y violín.
Graduado de la Academia de Gimnastas, se trasladó a Estados Unidos para realizar estudios de postgrados. En 1987, viajó a los Países Bajos donde fundó la banda Just Us. Tiempo después, retornaría a su natal Grecia.

## Eurovisión 1989
En 1989, Savvidakis representó a Chipre junto a Fani Polymeri en el Festival de Eurovisión, celebrado en Lausana, Suiza, el 6 de mayo. El dúo interpretó la canción "Apopse As Vrethoume" ("Απόψε ας βρεθούμε", en español: "Encontrémonos esta noche"), que alcanzó la 11° posición con 51 puntos.

## Discografía
- Γιάννης Σαββιδάκης (1989)
- Ετοιμος για όλα (1992)
- Απ'το χάδι στο φιλί (1995)

| Predecesor: "Aspro Mavro" Alexia | Chipre en el Festival de Eurovisión 1989 (junto a Fani Polymeri) | Sucesor: "Milas Poli" Haris Anastazio |

- Datos: Q1411930